# Hàng Châu nhật báo
Hàng Châu nhật báo hay Hangzhou Ribao (giản thể: 杭州日报; phồn thể: 杭州日報; bính âm: Hángzhōu rìbào) là một nhật báo của Trung Quốc có trụ sở tại Hàng Châu và là một trong những tờ báo được lưu hành nhiều nhất trên thế giới.